# Petr Nečas
Petr Nečas (wym. [ˈpɛtr̩ ˈnɛtʃas]; ur. 19 listopada 1964 w Uherskim Hradišciu) – czeski polityk, parlamentarzysta, w latach 2010–2013 przewodniczący Obywatelskiej Partii Demokratycznej, wicepremier oraz minister pracy i spraw socjalnych od 2006 do 2009, premier Czech od 13 lipca 2010 do 10 lipca 2013.

## Życiorys
W 1988 ukończył studia z dziedziny fizyki na wydziale nauk przyrodniczych Uniwersytetu Masaryka w Brnie. We wrześniu 1988 uzyskał doktorat. W latach 1988–1992 pracował jako technolog w zakładach Tesla w Rožnovie pod Radhoštěm.
W październiku 1991 wstąpił do Obywatelskiej Partii Demokratycznej. W następnym roku został przewodniczącym jej rady regionalnej. Od czerwca 1992 był członkiem komisji spraw zagranicznych Czeskiej Rady Narodowej. Od stycznia 1993 wykonywał mandat deputowanego do Izby Poselskiej. Reelekcję uzyskiwał w wyborach w 1996, 1998, 2002, 2006 i 2010, zasiadając w tej izbie do 2013. We wrześniu 1995 został mianowany wiceministrem obrony. Funkcję tę pełnił do lipca 1996. W 1996 został przewodniczącym parlamentarnej komisji do spraw obrony i bezpieczeństwa.
W 1999 został wybrany wiceprzewodniczącym ODS, a w 2004 pierwszym wiceprzewodniczącym partii. Funkcję tę pełnił do 2010. Od 4 września 2006 do 8 maja 2009 pełnił funkcję wicepremiera oraz ministra pracy i spraw socjalnych w pierwszym i drugim rządzie Mirka Topolánka.
25 marca 2010 został wybrany kandydatem ODS na premiera Republiki Czeskiej w wyborach parlamentarnych w tym samym roku. W wyborach tych ODS zajęła drugie miejsce, a Petr Nečas rozpoczął rozmowy na temat stworzenia wspólnej centroprawicowej koalicji z partiami TOP 09 oraz Sprawy Publiczne (VV). 20 czerwca 2010 został wybrany na przewodniczącego Obywatelskiej Partii Demokratycznej.
28 czerwca 2010 prezydent Václav Klaus desygnował go na urząd premiera i powierzył mu misję sformowania nowego rządu. 12 lipca 2010 trzy partie podpisały porozumienie koalicyjne. 13 lipca 2010 odbyło się zaprzysiężenie rządu, w skład którego weszło sześciu ministrów z ODS, pięciu z TOP 09 oraz czterech z VV. 10 sierpnia 2010 Izba Poselska 118 głosami „za” przy 82 „przeciw” udzieliła wotum zaufania dla jego gabinetu. Od grudnia 2012 do marca 2013 tymczasowo kierował jednocześnie resortem obrony. Z powodu afery korupcyjnej, związanej m.in. z tymczasowym aresztowaniem kierującej jego gabinetem Jany Nagyovej, 17 czerwca 2013 podał się do dymisji. Ustąpił również wówczas z kierowania ODS. Zakończył urzędowanie na stanowisku premiera kilka tygodni później. Po odejściu z polityki zajął się prowadzeniem własnej działalności gospodarczej w branży konsultingowej, a także prowadzeniem wykładów na prywatnej uczelni CEVRO Institut.
We wrześniu 2013 Jana Nagyová została jego drugą żoną.